# Euchaetes mitis
Euchaetes mitis är en fjärilsart som beskrevs av William Schaus 1910. Euchaetes mitis ingår i släktet Euchaetes och familjen björnspinnare. Inga underarter finns listade i Catalogue of Life.